# Stryker
Stryker és una població dels Estats Units a l'estat d'Ohio. Segons el cens del 2000 tenia 1.406 habitants.

## Demografia
Segons el cens del 2000, Stryker tenia 1.406 habitants, 542 habitatges, i 391 famílies. La densitat de població era de 670,2 habitants per km².
Dels 542 habitatges en un 40% hi vivien nens de menys de 18 anys, en un 56,1% hi vivien parelles casades, en un 11,1% dones solteres, i en un 27,7% no eren unitats familiars. En el 24,2% dels habitatges hi vivien persones soles el 10,3% de les quals corresponia a persones de 65 anys o més que vivien soles. El nombre mitjà de persones vivint en cada habitatge era de 2,59 i el nombre mitjà de persones que vivien en cada família era de 3,07.
Per edats la població es repartia de la següent manera: un 30,6% tenia menys de 18 anys, un 8,3% entre 18 i 24, un 29,7% entre 25 i 44, un 19,1% de 45 a 60 i un 12,4% 65 anys o més.
L'edat mediana era de 33 anys. Per cada 100 dones de 18 o més anys hi havia 89,1 homes.
La renda mediana per habitatge era de 39.946 $ i la renda mediana per família de 44.453 $. Els homes tenien una renda mediana de 30.643 $ mentre que les dones 21.743 $. La renda per capita de la població era de 16.371 $. Aproximadament el 4% de les famílies i el 5,4% de la població estaven per davall del llindar de pobresa.

## Poblacions més properes
El següent diagrama mostra les poblacions més properes.